# Traité de Bayonne (1862)
Pour les articles homonymes, voir Traité de Bayonne.
Le traité de Bayonne, conclu le 14 avril 1862 et qui comprend 29 articles, détermine la frontière franco-espagnole depuis l’extrémité orientale de la Navarre jusqu’au Val d’Andorre. 
Il précise le traité des Pyrénées afin de remédier aux difficultés rencontrées par le manque de précision de ce dernier dans certains domaines (marquage exact de la frontière, droits de passage des paysans, etc.). 
Ce traité est un complément de traité de Bayonne de 1856 et sera suivi d'un traité de Bayonne en 1866.

## Contenu
Introduction du traité :

« Napoléon III empereur des Français, et Isabelle II reine des Espagnes, désirant continuer l’œuvre commencée dans le Traité de délimitation signé à Bayonne le 2 décembre 1856 en consolidant la paix et la concorde entre les populations frontalières des deux pays, à partir de l’extrémité orientale de la Navarre jusqu’au Val d’Andorre, et en terminant à jamais les litiges séculaires qui ont souvent troublé l’ordre sur divers points de cette frontière, au préjudice non seulement de leurs sujets respectifs, mais aussi des bonnes relations entre les deux gouvernements, ont jugé nécessaire, pour atteindre ce but, de consigner dans un traité spécial les solutions données à ces litiges et le tracé de la limite internationale depuis le point où s’arrête le premier traité de Bayonne jusqu’au Val d’Andorre.
Après avoir recueilli, étudié, discuté tous les titres produits de part et d’autre ; après avoir entendu les intéressés, et cherché à concilier les droits et prétentions des deux États aussi bien que ceux de leurs sujets respectifs, en respectant, en conservant autant que possible les us et coutumes suivis depuis des temps plus ou moins reculés, sont convenus des articles suivant… »

29 articles suivent indiquant une délimitation précise.